# Festival RTP da Canção 2025
O Festival RTP da Canção 2025 foi o 59.º Festival RTP da Canção, cuja música vencedora, "Deslocado", dos NAPA, irá representar Portugal no Festival Eurovisão da Canção 2025.

## Apresentadores
Nesta edição do Festival da Canção, cada espetáculo foi apresentado por uma dupla de apresentadores, ao qual se junta um repórter na green room. José Carlos Malato e Jorge Gabriel apresentaram a 1.ª semifinal, enquanto Tânia Ribas de Oliveira e Sónia Araújo foram as apresentadoras da 2.ª semifinal.
Filomena Cautela e Vasco Palmeirim apresentaram a final, pela sétima edição consecutiva. Alexandre Guimarães foi o repórter da green room ao longo de toda a edição. Na final, partilhou a green room com Catarina Maia. Wandson Lisboa foi o responsável pelo acompanhamento nas redes sociais.

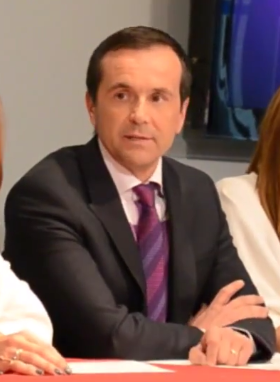
Jorge Gabriel
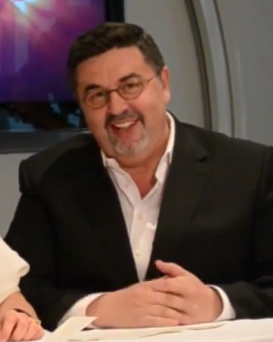
José Carlos Malato
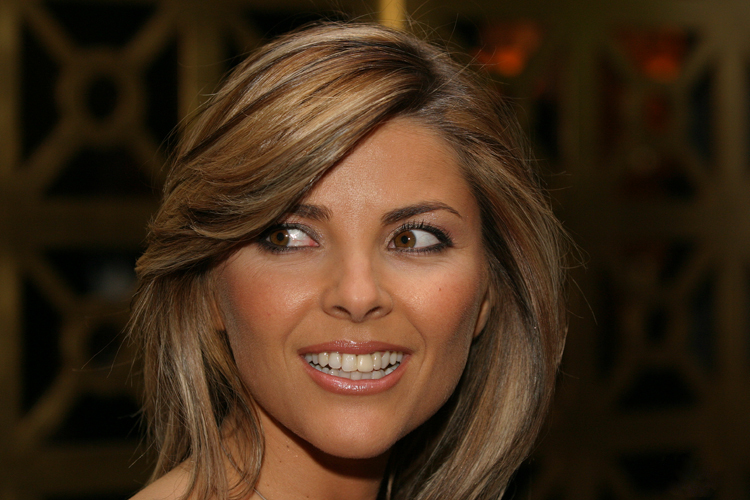
Sónia Araújo
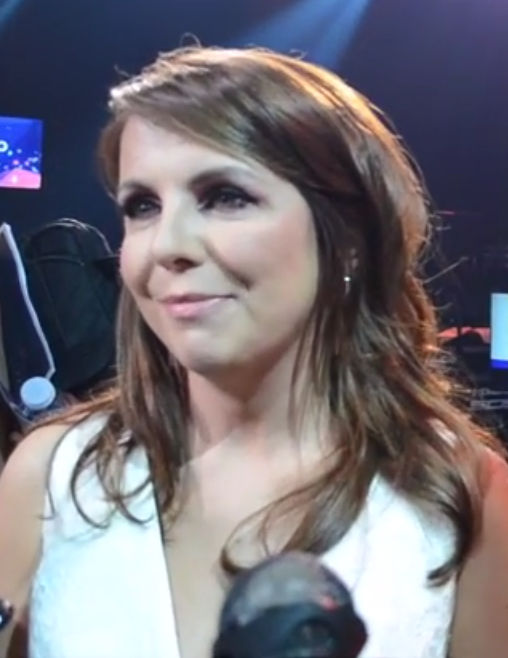
Tânia Ribas de Oliveira
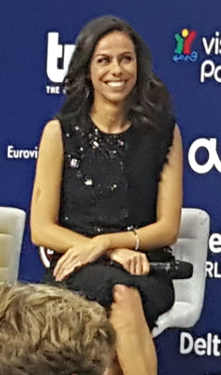
Filomena Cautela

## Concorrentes
A RTP convidou 14 compositores para que apresentassem uma canção original e inédita, sendo estes os responsáveis por definir os respetivos intérpretes para as suas canções.
As restantes 6 vagas de compositores resultaram da abertura a candidaturas espontâneas de canções originais e inéditas com uma duração máxima de três minutos. Aqui, puderam concorrer todos os cidadãos de nacionalidade portuguesa ou residentes em Portugal, tivessem ou não trabalhos publicados, o que inclui os portugueses que vivam fora do país, assim como os cidadãos dos PALOP ou de outras nacionalidades que residam em Portugal. Foi constituído um júri para as avaliar, sendo os concorrentes vencedores convidados a apresentá-las a concurso nesta edição.
Foram convidados pela RTP os seguintes artistas / compositores:
| - A Cantadeira - Beato - Bluay - Bombazine - Emmy Curl - EU.CLIDES - Fernando Daniel | - Jéssica Pina - Luca Argel - Marco Rodrigues - Margarida Campelo - NAPA - Peculiar - Tiago Sampaio |

Do concurso de livre submissão pública, foram selecionados:
- Capital da Bulgária
- Diana Vilarinho
- HENKA
- Inês Marques Lucas
- JOSH
- Xico Gaiato

## Jurados
Um grupo de 7 jurados convidados pela RTP compôs o júri desta edição. Este júri foi responsável por 50% da votação nas duas semifinais do Festival da Canção 2025 e foi constituído por:
- Miguel Ribeiro
- Fábia Rebordão
- Martim Sousa Tavares
- Margarida Pinto Correia
- Tiago Nacarato
- Kady
- Iolanda

## Semifinais
Tal como aconteceu na edição de 2024, transitam para a final 6 canções por semifinal, ao contrário das habituais 5. São 10 as canções a concurso em cada semifinal, das quais as 5 mais votadas pelo júri + televoto passam automaticamente à Grande Final. O sexto finalista será escolhido apenas pelo televoto, com uma reabertura das linhas das cinco canções que não se qualificaram antes.
À semelhança do que acontece no Festival da Eurovisão, durante as semifinais serão reveladas apenas as canções mais votadas e que ficam apuradas para a Final, sem revelar as pontuações individuais e as suas respetivas posições. As pontuações obtidas pelas canções, tanto no voto do júri como no voto do público, serão reveladas apenas depois da Final.

### 1.ª semifinal
A primeira semifinal decorreu nos estúdios da RTP, em Lisboa, no dia 22 de fevereiro de 2025, com apresentação de José Carlos Malato e Jorge Gabriel, com Alexandre Guimarães a cargo da green room. Wandson Lisboa ficou responsável pelas redes sociais.
| Semifinal 1 | Semifinal 1         | Semifinal 1         | Semifinal 1 | Semifinal 1 | Semifinal 1 | Semifinal 1 | Semifinal 1 | Semifinal 1 | Semifinal 1 | Semifinal 1 |
| #           | Intérprete          | Canção              | 1ª Ronda    | 1ª Ronda    | 1ª Ronda    | 1ª Ronda    | 1ª Ronda    | 2ª Ronda    | 2ª Ronda    | Resultado   |
| #           | Intérprete          | Canção              | J           | T           | %           | Tot         | P           | %           | P           | Resultado   |
| ----------- | ------------------- | ------------------- | ----------- | ----------- | ----------- | ----------- | ----------- | ----------- | ----------- | ----------- |
| 1           | Xico Gaiato         | "Ai Senhor!"        | 5           | 7           | 12,24%      | 12          | 8º          | 19,09%      | 2º          | Eliminada   |
| 2           | Rita Sampaio        | "Voltas"            | 1           | 1           | 2,89%       | 2           | 10º         | 7,27%       | 5º          | Eliminada   |
| 3           | Du Nothin           | "Sobre Nós"         | 4           | 2           | 6,83%       | 6           | 9º          | 14,90%      | 4º          | Eliminada   |
| 4           | Marco Rodrigues     | "A Minha Casa"      | 2           | 12          | 13,63%      | 14          | 4º          | —           | —           | Finalista   |
| 5           | Margarida Campelo   | "Eu Sei Que O Amor" | 12          | 3           | 7,34%       | 15          | 1º          | —           | —           | Finalista   |
| 6           | JOSH                | "Tristeza"          | 7           | 6           | 11,97%      | 13          | 5º          | —           | —           | Finalista   |
| 7           | Capital da Bulgária | "Lisboa"            | 8           | 4           | 8,34%       | 12          | 7º          | 15,11%      | 3º          | Eliminada   |
| 8           | Bluay               | "Ninguém"           | 10          | 5           | 10,89%      | 15          | 2º          | —           | —           | Finalista   |
| 9           | Jéssica Pina        | "Calafrio"          | 6           | 8           | 12,59%      | 14          | 3º          | —           | —           | Finalista   |
| 10          | Peculiar            | "Adamastor"         | 3           | 10          | 13,28%      | 13          | 6º          | 43,63%      | 1º          | Finalista   |

### 2.ª semifinal
A segunda semifinal decorreu nos estúdios da RTP, em Lisboa, no dia 1 de março de 2025, com apresentação de Tânia Ribas de Oliveira e Sónia Araújo, com Alexandre Guimarães a cargo da green room. Wandson Lisboa ficou responsável pelas redes sociais.
| Semifinal 2 | Semifinal 2                  | Semifinal 2         | Semifinal 2 | Semifinal 2 | Semifinal 2 | Semifinal 2 | Semifinal 2 | Semifinal 2 | Semifinal 2 | Semifinal 2 |
| #           | Intérprete                   | Canção              | 1ª Ronda    | 1ª Ronda    | 1ª Ronda    | 1ª Ronda    | 1ª Ronda    | 2ª Ronda    | 2ª Ronda    | Resultado   |
| #           | Intérprete                   | Canção              | J           | T           | %           | Tot         | P           | %           | P           | Resultado   |
| ----------- | ---------------------------- | ------------------- | ----------- | ----------- | ----------- | ----------- | ----------- | ----------- | ----------- | ----------- |
| 1           | A Cantadeira                 | "Responso À Mulher" | 1           | 5           | 5,32%       | 6           | 10º         | 17,82%      | 2º          | Eliminada   |
| 2           | Tota                         | "á-tê-xis"          | 6           | 1           | 2,07%       | 7           | 8º          | 6,65%       | 5º          | Eliminada   |
| 3           | Bombazine                    | "Apago Tudo"        | 7           | 7           | 13,16%      | 14          | 3º          | —           | —           | Finalista   |
| 4           | Emmy Curl                    | "Rapsódia da Paz"   | 10          | 3           | 2,61%       | 13          | 4º          | —           | —           | Finalista   |
| 5           | Inês Marques Lucas           | "Quantos Queres"    | 5           | 4           | 3,76%       | 9           | 7º          | 12,44%      | 3º          | Eliminada   |
| 6           | Fernando Daniel              | "Medo"              | 3           | 10          | 18,98%      | 13          | 5º          | —           | —           | Finalista   |
| 7           | Luca Argel feat. Pri Azevedo | "Quem Foi?"         | 4           | 2           | 2,50%       | 6           | 9º          | 9,51%       | 4º          | Eliminada   |
| 8           | NAPA                         | "Deslocado"         | 8           | 12          | 25,70%      | 20          | 1º          | —           | —           | Finalista   |
| 9           | Diana Vilarinho              | "Cotovia"           | 12          | 6           | 7,66%       | 18          | 2º          | —           | —           | Finalista   |
| 10          | HENKA                        | "I Wanna Destroy U" | 2           | 8           | 18,23%      | 10          | 6º          | 53,58%      | 1º          | Finalista   |

## Final
A final teve lugar nos estúdios da RTP, em Lisboa, no dia 8 de março de 2025. Foi apresentada, pela sétima vez consecutiva, por Filomena Cautela e Vasco Palmeirim, com Alexandre Guimarães e Catarina Maia a cargo da green room. Wandson Lisboa ficou responsável pelas redes sociais.
| #  | Intérprete        | Canção              | Pontuação | Pontuação | Pontuação | Pontuação | Posição |
| #  | Intérprete        | Canção              | Júri      | Televoto  | %         | Total     | Posição |
| -- | ----------------- | ------------------- | --------- | --------- | --------- | --------- | ------- |
| 1  | Bombazine         | "Apago Tudo"        | 2         | 6         | 5,98%     | 8         | 7º      |
| 2  | Margarida Campelo | "Eu Sei Que O Amor" | 6         | 0         | 1,00%     | 6         | 9°      |
| 3  | HENKA             | "I Wanna Destroy U" | 0         | 12        | 29,83%    | 12        | 4°      |
| 4  | Bluay             | "Ninguém"           | 0         | 1         | 1,82%     | 1         | 12°     |
| 5  | Jéssica Pina      | "Calafrio"          | 10        | 2         | 2,19%     | 12        | 6°      |
| 6  | Marco Rodrigues   | "A Minha Casa"      | 3         | 4         | 3,24%     | 7         | 8°      |
| 7  | NAPA              | "Deslocado"         | 7         | 10        | 21,14%    | 17        | 1°      |
| 8  | Peculiar          | "Adamastor"         | 1         | 3         | 2,78%     | 4         | 10°     |
| 9  | Fernando Daniel   | "Medo"              | 8         | 8         | 15,57%    | 16        | 3°      |
| 10 | Emmy Curl         | "Rapsódia da Paz"   | 4         | 0         | 1,80%     | 4         | 11°     |
| 11 | JOSH              | "Tristeza"          | 5         | 7         | 8,74%     | 12        | 5°      |
| 12 | Diana Vilarinho   | "Cotovia"           | 12        | 5         | 5,91%     | 17        | 2°      |

### Júri regional
O júri regional esteve dividido em 7 regiões: cinco de Portugal Continental, bem como as das Regiões Autónomas de Açores e Madeira.
| Região                | Jurado 1 (Porta-voz) | Jurado 2        | Jurado 3       |
| --------------------- | -------------------- | --------------- | -------------- |
| Norte                 | Lina                 | Mário Barreiros | Mónica Ferraz  |
| Centro                | Jüra                 | Beatriz Rosário | Afonso Cruz    |
| Lisboa e Vale do Tejo | Elisa Rodrigues      | Joana Carneiro  | Pedro da Linha |
| Alentejo              | José Luís Peixoto    | Carlos Martins  | Rui Melo       |
| Algarve               | Rui Baeta            | Tamara Alves    | Dália Paulo    |
| Madeira               | Bia Caboz            | Joana Machado   | Élvio Camacho  |
| Açores                | Pedro Lucas          | Filipe Tavares  | Tiago Ribeiro  |

#### Tabela de Votações
| Ordem de Votação             | Distritos Votantes (Júris)      | Canções Pontuadas | Canções Pontuadas | Canções Pontuadas | Canções Pontuadas | Canções Pontuadas | Canções Pontuadas | Canções Pontuadas | Canções Pontuadas | Canções Pontuadas | Canções Pontuadas | Canções Pontuadas | Canções Pontuadas |   |   |
| ---------------------------- | ------------------------------- | ----------------- | ----------------- | ----------------- | ----------------- | ----------------- | ----------------- | ----------------- | ----------------- | ----------------- | ----------------- | ----------------- | ----------------- | - | - |
| Ordem de Votação             | Distritos Votantes (Júris)      | 1                 | Norte             | 1                 | 8                 | 10                | 0                 | 3                 | 0                 | 2                 | 12                | 7                 | 5                 | 6 | 4 |
| 2                            | Centro                          | 3                 | 2                 | 5                 | 4                 | 6                 | 0                 | 7                 | 0                 | 10                | 1                 | 12                | 8                 |   |   |
| 3                            | Lisboa e Vale do Tejo           | 4                 | 6                 | 0                 | 1                 | 7                 | 12                | 5                 | 0                 | 8                 | 3                 | 2                 | 10                |   |   |
| 4                            | Alentejo                        | 6                 | 4                 | 1                 | 3                 | 12                | 7                 | 5                 | 0                 | 8                 | 2                 | 0                 | 10                |   |   |
| 5                            | Algarve                         | 1                 | 4                 | 0                 | 3                 | 8                 | 2                 | 0                 | 12                | 6                 | 5                 | 7                 | 10                |   |   |
| 6                            | Madeira                         | 0                 | 7                 | 2                 | 1                 | 8                 | 6                 | 12                | 0                 | 3                 | 5                 | 4                 | 10                |   |   |
| 7                            | Açores                          | 12                | 6                 | 0                 | 4                 | 8                 | 1                 | 7                 | 2                 | 0                 | 10                | 3                 | 5                 |   |   |
| Resultados Parciais Júri     | Pontuação: votos                | 27                | 37                | 18                | 16                | 52                | 28                | 38                | 26                | 42                | 31                | 34                | 57                |   |   |
| Resultados Parciais Júri     | Pontuação: 50% Júri             | 2                 | 6                 | 0                 | 0                 | 10                | 3                 | 7                 | 1                 | 8                 | 4                 | 5                 | 12                |   |   |
| Resultados Parciais Júri     | Lugar só com votação do Júri    | 9                 | 5                 | 11                | 12                | 2                 | 8                 | 4                 | 10                | 3                 | 7                 | 6                 | 1                 |   |   |
| Resultados Parciais Televoto | Pontuação: votos                | 6                 | 0                 | 12                | 1                 | 2                 | 4                 | 10                | 3                 | 8                 | 0                 | 7                 | 5                 |   |   |
| Resultados Parciais Televoto | Lugar só com Televoto           | 5                 | 11                | 1                 | 10                | 9                 | 7                 | 2                 | 8                 | 3                 | 11                | 4                 | 6                 |   |   |
| Desfecho                     | Pontos Totais (Júri + Televoto) | 8                 | 6                 | 12                | 1                 | 12                | 7                 | 17                | 4                 | 16                | 4                 | 12                | 17                |   |   |
| Desfecho                     | Lugar                           | 7                 | 9                 | 4                 | 12                | 6                 | 8                 | 1                 | 10                | 3                 | 11                | 5                 | 2                 |   |   |
|                              |                                 |                   |                   |                   |                   |                   |                   |                   |                   |                   |                   |                   |                   |   |   |
| Canções Pontuadas            |                                 |                   |                   |                   |                   |                   |                   |                   |                   |                   |                   |                   |                   |   |   |